# Нарден
Нарден (прослухатиⓘ) — фортеця, містечко, колишній муніципалітет і район муніципалітету Гойсе-Мерен у нідерландській провінції Північна Голландія.

## Географічне положення і економіка
Нарден складається з двох частин: старе місто-фортеця і котеджний район, який виник уже після 1900 року і утворює єдине ціле із сусіднім містом Бюссюм. Нарден знаходиться між озером Гоймер, що давніше було частиною робленого озера Зейдерзе, та лісовою горбистою місцевістю «Гет-Гой». Місто лежить на автомагістралі А1 Амстердам–Амерсфорт, на відстані близьк 20 кілометрів від обох міст.
Туризм — головне джерело доходу міста, хоча індустрія та кустарне виробництво відіграють також важливу роль. В Нарден проживають багато людей, які щодня їздять на роботу в Амстердам.

## Історія
Нарден знаходився до 14 століття приблизно на 3 кілометри північніше ніж сьогодні і був знищений на початку війни "крючків" та "тріски" у 1350—1355 році було знову відбудовано як укріплене місто (з міським правом) уже на теперішньому місці. З 1411 до 1683 року Нарден був портовим містом, яке мало привілей у вигляді тривалого права на риболовлю. В 15-16 столітті тут знаходилось процвітаюче текстильне виробництво.
Місто було в роки Нідерландської революції у 1572 році захоплене іспанцями, які після його капітуляції вбили 700 жителів міста («Розправа у Нардені»). У 1672 році французи захопили Наарден в Франко-голландській війні, через рік Вільгельм III Оранський відвоював місто. У 1675—1685 роках Нарден було перетворене в місто-фортецю.

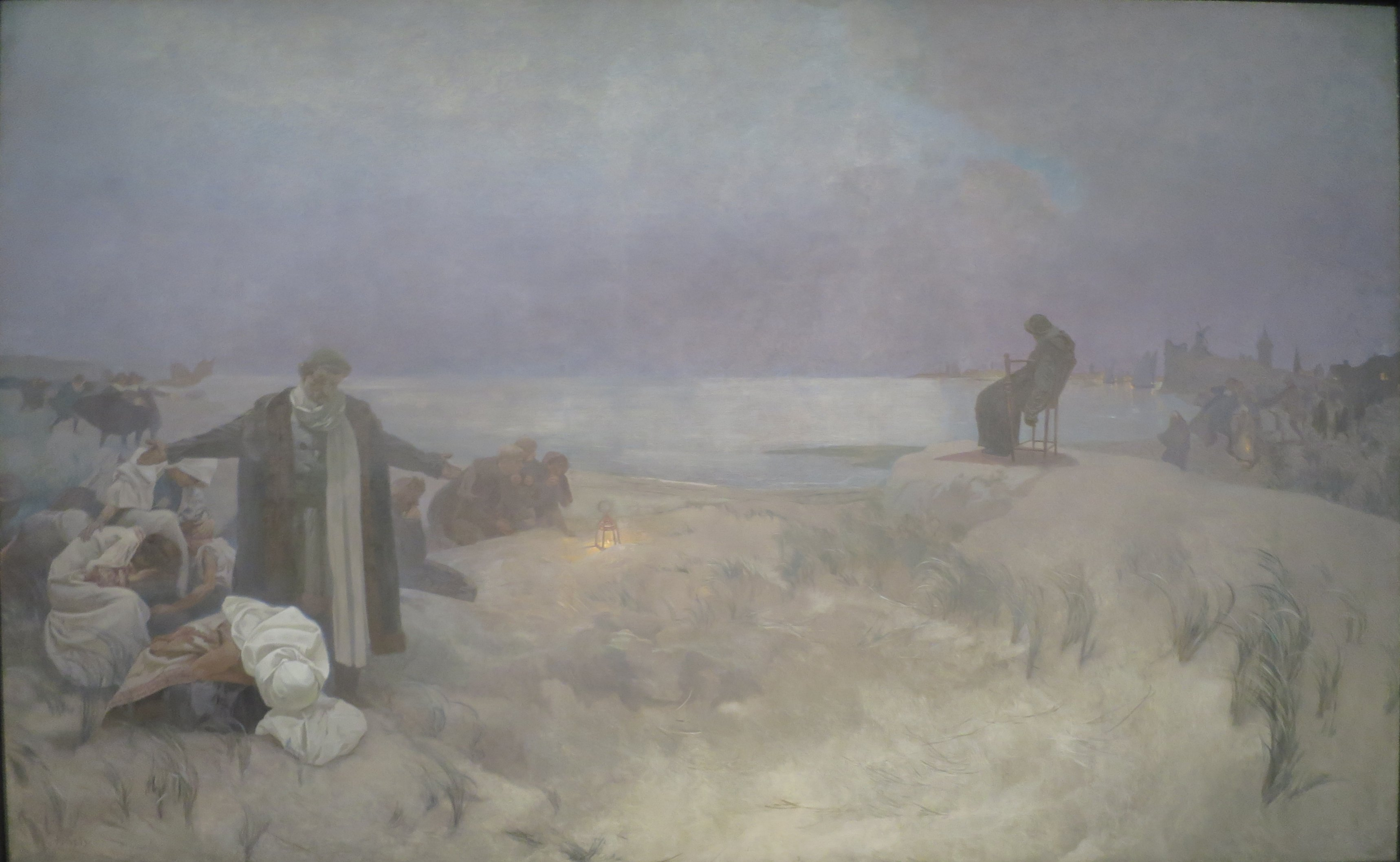
Останні дні Коменського в Нардені (Картина 1918 року з Слов'янської епопеї Альфонса Мухи)

Знаменитий моравський педагог, теолог і філософ Ян Амос Коменський жив час від часу в Нарден і був навіть там похований.
Коли у 1905 році муніципалітет Амстердаму купив озеро Нарденмер і хотів використати його як звалище для міського сміття, усі природолюби під керівництвом Якубса Пітера Тійссе успішно повстали проти цього. Отримання цього першого природнього заповідникав Нідерландах призвело до заснування організації «Naturmonumente», яка і нині є найважливішим природохоронним об'єднанням країни.
1 січня 2016 року тоді ще самостійний муніципалітет Нарден об'єднався з Бюссюм і Мейден у новий муніципалітет Гооізе Міре.

## Політичне життя

### Розподіл місць в муніципальній раді
До ліквідації муніципалітету Нарден в 2016 році був такий розподіл місць:
| Партія                                 | Кількість місць | Кількість місць | Кількість місць | Кількість місць |
| Партія                                 | 2002            | 2006            | 2010            | 2014            |
| -------------------------------------- | --------------- | --------------- | --------------- | --------------- |
| Народна партія за свободу і демократію | 7               | 6               | 6               | 5               |
| Демократи 66                           | —               | 1               | 3               | 4               |
| Зелені ліві                            | 3               | 4               | 4               | 3               |
| Християнсько-демократичний заклик      | 4               | 3               | 2               | 3               |
| Партія праці                           | 3               | 3               | 2               | 2               |
| Усього                                 | 17              | 17              | 17              | 17              |

## Визначні місця
На захід від міста знаходиться заповідник Naardermeer, важливий орнітологічний заказник з бакланами, косарами (підвид Ібісних) і іншими водоплавними птахами. Заповідник можна час від часу відвідувати з екскурсоводом.
У Нардені є гавань для яхт; озеро Гоомір, залишки колишнього Зейдерзе, знаходяться також поблизу і пропонує любителям водних видів спорту багато можливостей.
В старому місті повністю збереглась Фортечна споруда. В одному з бастіонів знаходиться музей.
Великий або Собор Св. Віта (готичний, 1380—1479) відзначається неймовірною акустикою. Кожного року тут виконуються Страсті за Матвієм Йоганна Себастьяна Баха відомим співаками та музикантами. Водночас в Нардені знаходиться колектив Nederlandse Bachvereniging, одна з найдавніших в світі організацій, які займаються автентичним виконавством в галузі стародавньої музики.
Колишні міські ваги, які були побудовані в 1615 році, перетворились на музей Коменського. Мавзолей цього мислителя знаходиться в колишній капелі XV століття.
У внутрішній частині міста стоять декілька красивих старих будинки.

## Видатні особистості

### Уродженці міста
- Саломон ван Рейсдал (близько 1600 р.), художник
- Том Коронель (* 1972), автогонщик
- Нордін Амрабат (* 1987), футболіст

### Інші видатні особистості
- Ян Амос Коменський (1592—1670), філософ, теолог і педагог, похований в Нарден
- Ламберт Гортенсіус (1500—1574), гуманіст і священник, був ректором в Нарден
- Сара Фредеріка Гендрікс (1846—1925), художниця, з 1913 року і до кінця життя проживала в Нардені
- Антон ван дер Горст (1899—1965), органіст в церкві Grote Kerk в Нардені

## Фото

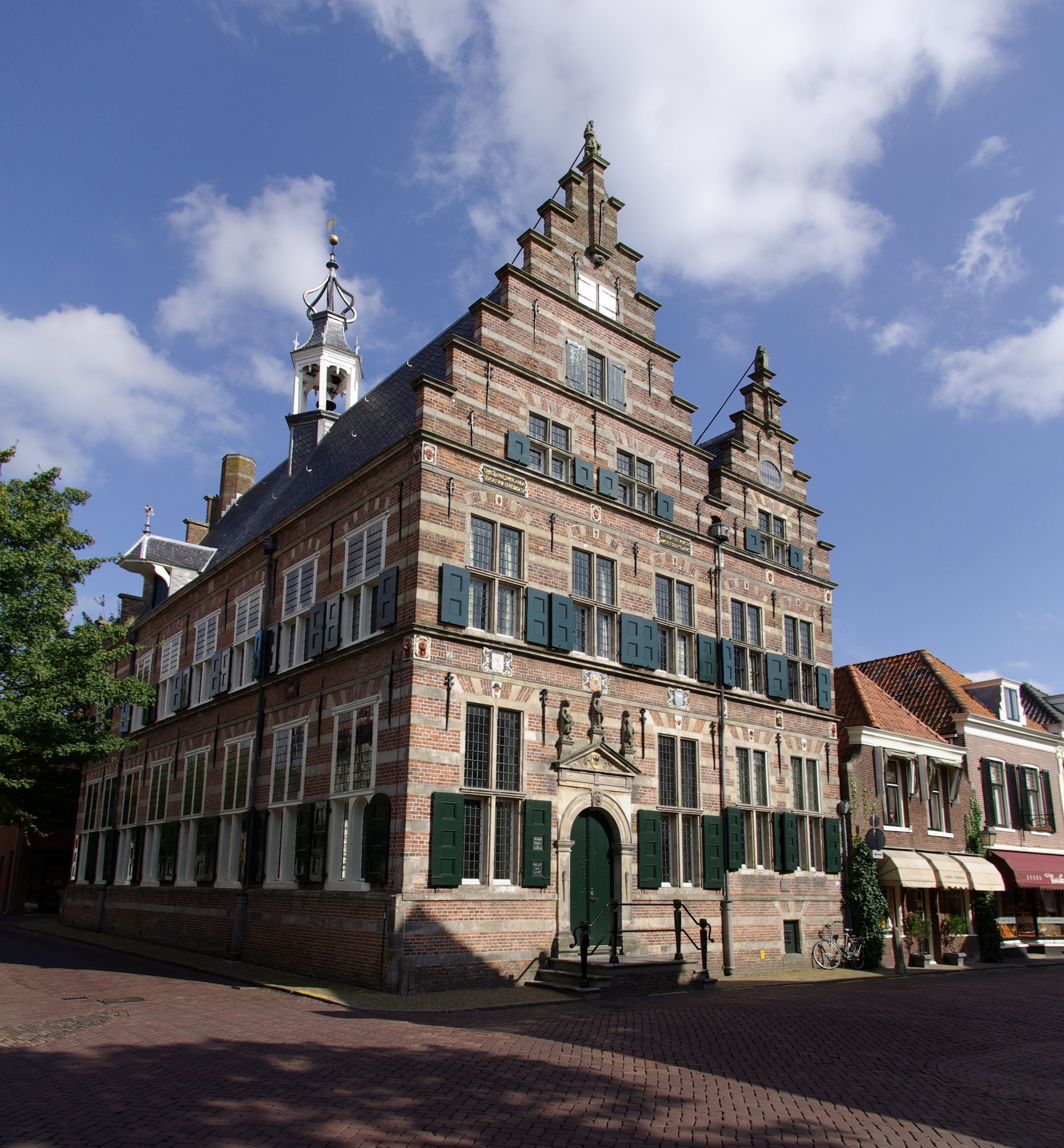
Ратуша
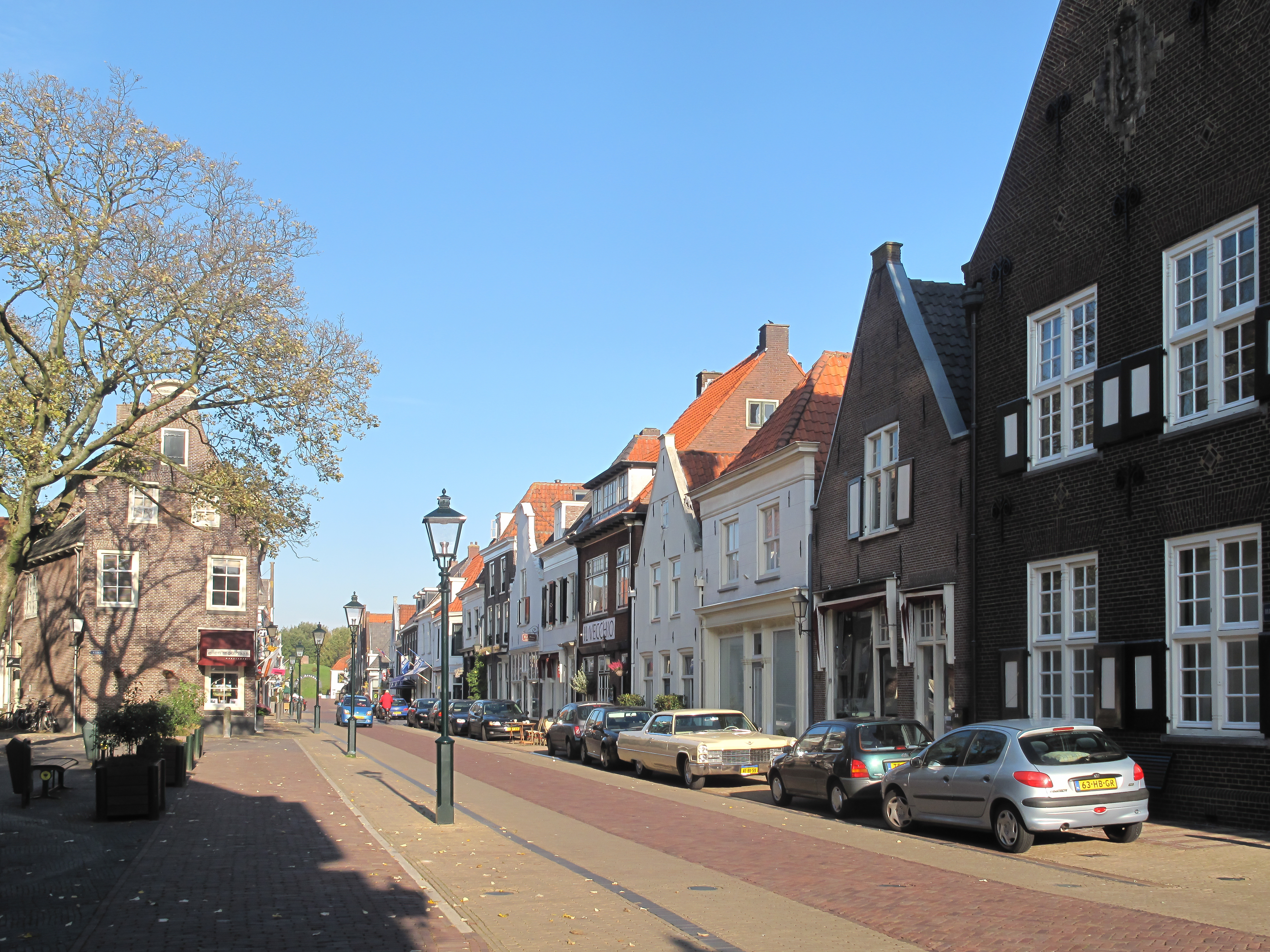
Вулиця Марктстраат
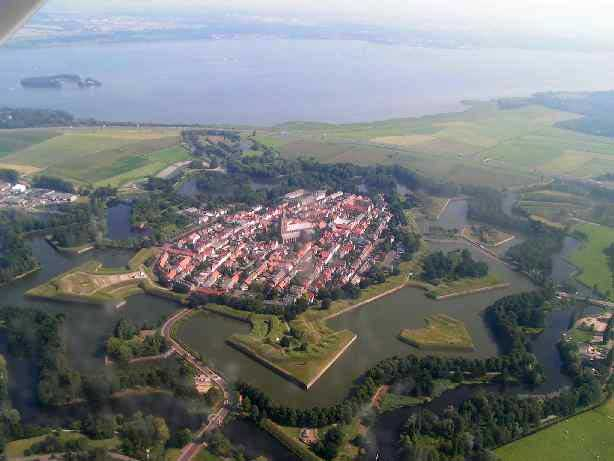
Фортечне укріплення Нарден з висоти пташиного польоту
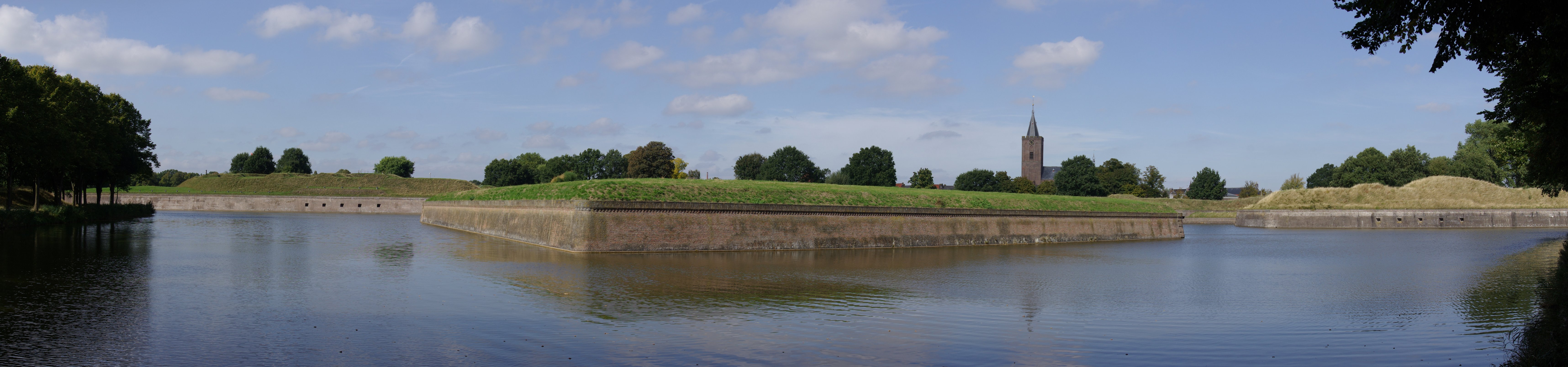
Панорамний вид на фортецю зі сходу
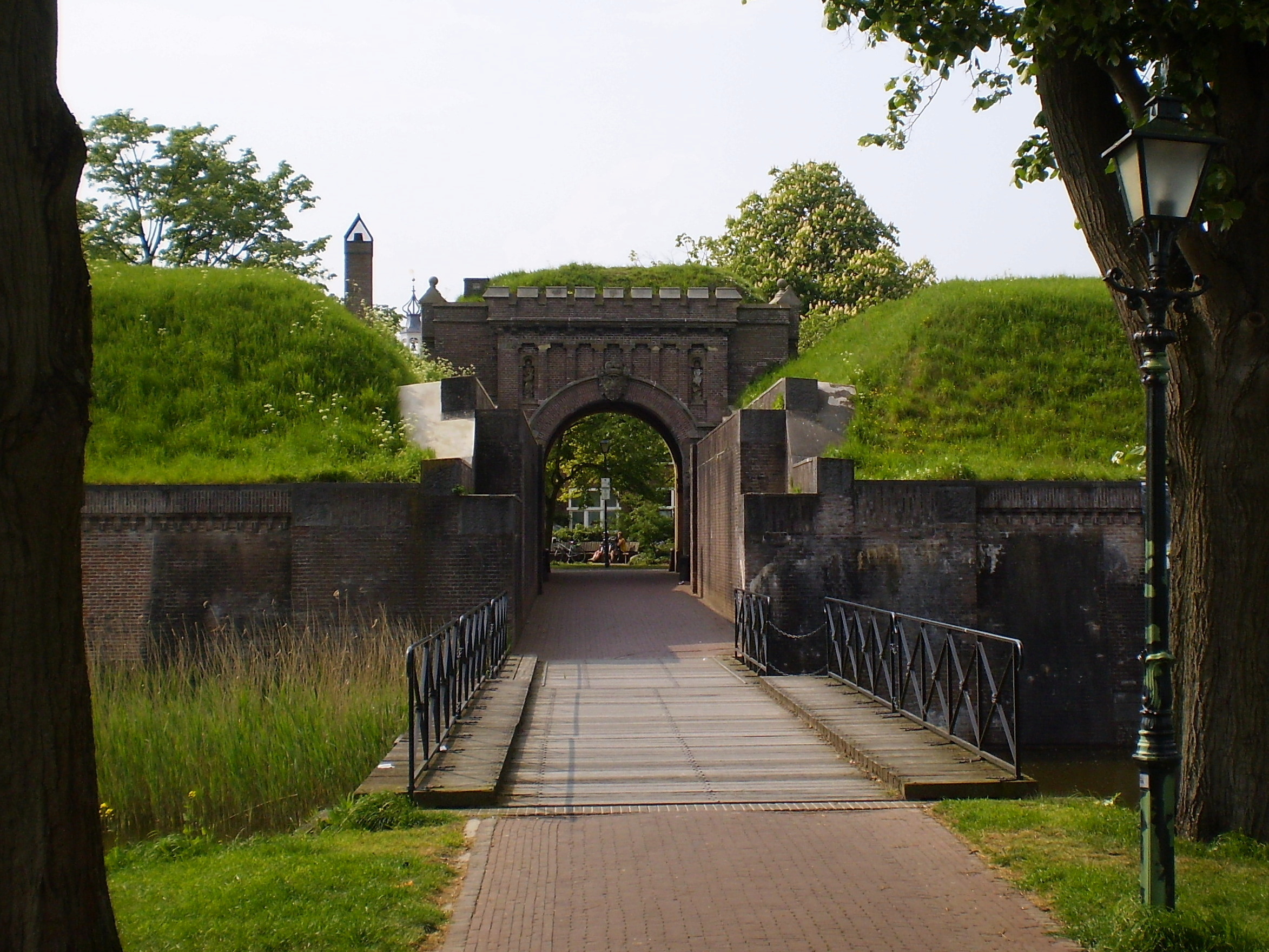
Ворота фортеці
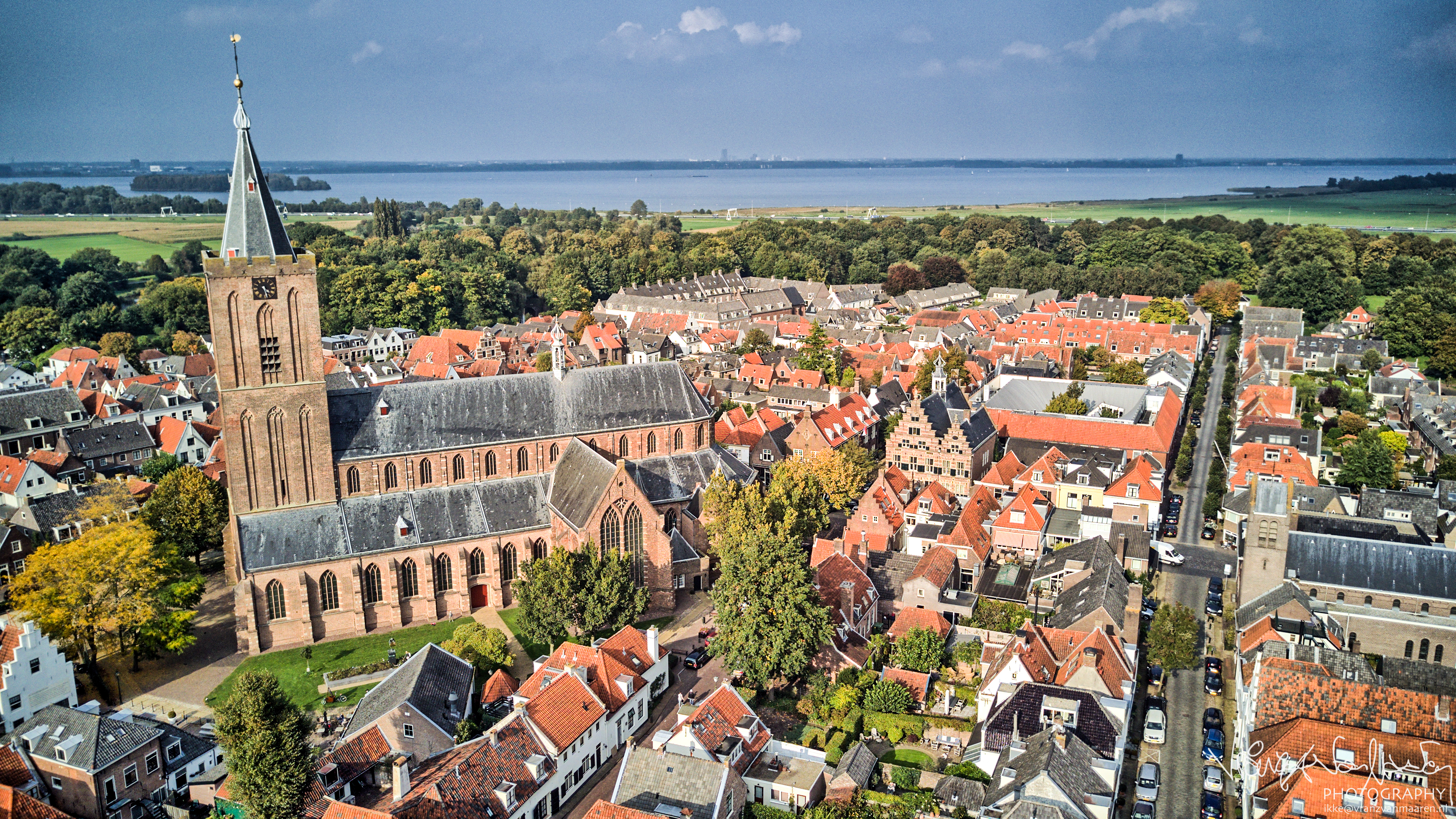
Великий або Собор Св. Віта, Фортеця Нарден